# سومنات

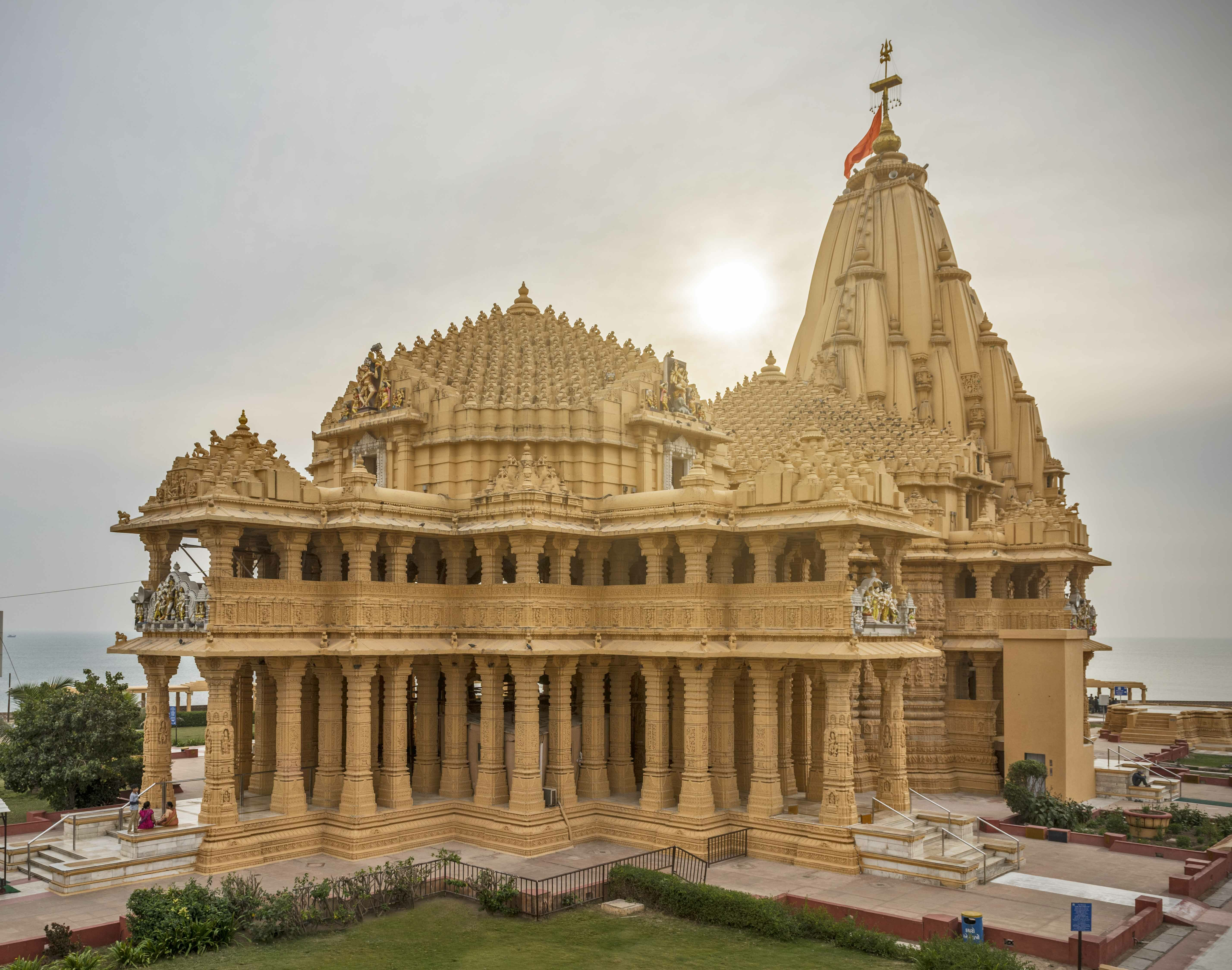
نمایی از پرستشگاه سومَنات در ورول، گجرات، هند - ۲۰۱۸

پرستشگاه سومَنات  بزرگترین بُت خانه هندوستان در شهر سومنات یا ورول  بود. شاه محمود غزنوی از آنجا که می‌دانست بُت خانه سومنات گنجینهٔ زر و سیم و جواهرات است پس از سه روز نبرد، بُت خانه را گشود  و خود با گرزی که در دست داشت بت اعظم را که از سنگ بود و در حدود ۵ متر طول داشت درهم شکست. و برای اعلام این پیروزی به همگان بخش هایی از آن ثروت را به غزنه، بغداد و مکه فرستاد و خود در ۱۰ صفر ۴۱۷ ه‍.ق به پایتخت بازگشت. قیمت این اشیا را که بدست محمود غزنوی غنیمت گرفته شد در آن روزگار ۲۰ میلیون دینار نوشته‌اند. در جنگ سومنات بیش از ۹۰ هزار نفر از هندیان به قتل رسیدند.
بخشی از واقعه جنگ سومنات ذیل مقاله سی و ششم کتاب منطق‌الطیر به نظم آورده شده است.